# Dryopteris consimilis
Dryopteris consimilis là một loài thực vật có mạch trong họ Dryopteridaceae. Loài này được (Fée ex Baker) C. Chr. miêu tả khoa học đầu tiên năm 1907.